# 耶律石柳
耶律石柳（?—?），字酬宛。辽国后期大臣。契丹六院部人。南院大王耶律独攧孙，绕军副使耶律安十子。
耶律石柳性情刚直，有经世之志。开始为牌印郎君，辽道宗大康初年，任夷离毕郎君，掌刑狱。当时朝内争权斗争激烈，权臣耶律乙辛诬杀皇后萧观音，谋害太子耶律濬。耶律石柳恶其所为，不附耶律乙辛，被诬附太子耶律濬谋废立，流放镇州（今蒙古国哈达桑东）。耶律濬子辽天祚帝即位，耶律石柳受昭雪，乾统年间，召回为御史中丞，上书请严治耶律乙辛之党，书奏没有答复，闻者叹息，遥授静江军节度使。乾统年间卒。《全辽文》卷十一收其文一篇。现存《谏治乙辛党书》。

## 延伸阅读
[在维基数据编辑]
 《遼史·卷99》，出自脱脱《遼史》